# 爱的勘探法
《愛的勘探法》（英語：Exploration Method of Love），是由華晨美創承制，原名《莫達維的秘密》，改編自網路小說莫里的《白蓮花不好當》，由邱鈺执导，高瀚宇、宋妍霏、丞磊、林子璐、臧一人、石潔茹等主演的一部甜寵愛情偶像劇。該劇描述總裁穆休倫愛上地質博士蘇紀時的浪漫愛情故事。該劇於2023年6月21日在LINE TV、芒果TV播出，7月13日收官。

## 播放平台
| 頻道/影音 | 所在地   | 播出日期      | 播出時間 |
| --------- | -------- | ------------- | --- |
| 芒果TV    | 中国大陆 | 2023年6月21日 | 會員首週四日連更共九集，每周三周四20:00各更新兩集。6月30日多更一集， 非會員首周連播四集，每周三至周五20:00更新，7月12日開始每日一更。 |
| LINE TV   | 臺灣     | 2023年6月21日 | 每周三到周五20:00更新，會員可搶先看。                                                                                                 |

## 劇情簡介
本該在野外探勘的地質學博士蘇紀時，因為演員妹妹蘇瑾的不辭而別引發的職業危機，暫時回來頂替並過著演藝人員的生活。蘇瑾先前和EXP集團（穆氏集團）總裁穆休倫有合作協議，私下幾乎沒什麼互動的兩人，卻因為蘇瑾身分的交換，穆休倫與蘇紀時產生了許多交集與情愫，從一開始的互相鬥嘴到兩人攜手共同面對生活上各種困難，對彼此更加坦然。

## 演員列表

### 主要演員
| 演員   | 角色         | 介紹 | 配音 |
| 高瀚宇 | 穆休倫       | 穆氏集團現任總裁 EXP礦業集團（穆氏集團）決策時，身為養子飽受二叔的阻攔。在與蘇紀時合作與相處時，感受到了不一樣的生活與態度，也一起面對生活困難，喜歡上了蘇紀時，最後走到了一起。                    |      |
| 宋妍霏 | 蘇紀時       | 地質學女博士 從小與雙胞胎妹妹蘇堇青感情很好，父母離異後和父親生活。為了頂替私自休假的妹妹而進入演藝圈，替妹妹工作的過程中，遇見了愛好地質的企業家穆休倫。                                           |      |
| 宋妍霏 | 蘇瑾(蘇堇青) | 明星、演員 形象是國民清純小白花，受到很多人喜愛成為大明星，但和另一位女星徐雅丹不合。同時和穆休倫有合約。但因為個人原因休假，方解只能尋找雙胞胎姊姊蘇紀時頂替，在替身爭議爆發時回來和姊姊一起面對。 |      |
| 林子璐 | 穆小滿       | 穆家千金 穆休倫的妹妹，愛情小說的重度愛好者，也是穆休倫與蘇瑾合約的編劇與導演，選中只專注事業的蘇瑾。合作期被蘇紀時的颯爽性格吸引也改變對嫂子的態度，更是兩人感情的催化者。喜歡高嶺也很積極追求。   |      |
| 丞磊   | 高嶺         | 穆休倫的秘書 是得力秘書也是摯友，生活與事業一手抓。在與穆休倫的妹妹穆小滿的相處中，逐漸發現她不止是刁蠻任性的小公主，還是敢愛敢恨、值得被真心對待的女孩。最後成為穆氏集團新任總裁。                 | 凌飛 |
| 臧一人 | 方解         | 蘇氏姐妹的經紀人 一手打造大明星蘇瑾，和造型師阿山是替身計畫的策劃者。工作上認真負責，同時機智聰明、思維縝密，通過獨特的洞察力和解決方法，幫助蘇紀時解開情感謎團以及工作困境。                       |      |
| 石潔茹 | 吳丹霞(小霞) | 蘇氏姐妹的助理 穆休倫和蘇紀時的忠實cp粉。性格開朗樂觀且熱情，機靈能幹。發現蘇瑾性情大變時，真心認為蘇瑾可能是魂穿了而並未發現真相。最終成功做到了經紀人、副總。                                     |      |

### 其他演員
| 演員   | 角色         | 介紹                                                                                             | 配音 |
| 高毅   | 穆民光       | EXP集團副總裁，穆休倫的二叔。                                                                    |      |
| 熊悅溪 | 徐雅丹       | 女演員，蘇瑾的死對頭。                                                                           |      |
| 張媛鈺 | 周淑華(華姨) | 穆休倫的養母。                                                                                   |      |
| 王孟澤 | 阿山         | 蘇瑾工作室的造型師。                                                                             |      |
| 徐鶴尼 | 秦丘         | 三年前在新藝人運動會和蘇瑾同隊，因受觀眾喜愛成為最紅的姊弟組合，秦丘也喜歡蘇瑾，曾經是緋聞男友。 | 張東 |
| 楊了   | 陳詩怡       | 穆休倫的大學同學，喜歡穆休倫。                                                                   |      |
| 賈宏   | 蘇建國       | 蘇氏姊妹的父親。                                                                                 | 張鋒 |
| 陳良平 | 張院長       | 地院院長，EXP集團的技術顧問。                                                                    |      |
| 吳嵐   | 院長夫人     | 張院長夫人。                                                                                     |      |
| 王雅淇 | 寧夏         | 高嶺的初戀女友，得知患上紅斑性狼瘡後和高嶺分手。                                                 |      |
| 徐宇軒 | 小白         | 穆小滿的第一任男友，看上穆小滿的集團千金身分而交往。                                             |      |
| 邵嘉   | 導演         | 劇中《神秘筆記》的導演。                                                                         |      |
| 鐘鳴   | 綜藝導演     | 劇中綜藝的導演。                                                                                 |      |
| 馬力   | 蘇紀時學生   | 蘇紀時在S國地質考察時的學生。                                                                    |      |
| 何藝恬 | 安安         | 張院長的孫女。                                                                                   |      |
| 許云戎 | 徐雅丹助理   | 徐雅丹助理。                                                                                     |      |
| 朱衛民 | 高總         | 新能源天晟集團高總，是EXP集團推進新項目的關鍵人物。                                              |      |
| 朱朱   | 高總夫人     | 亞泰科技公司總裁。                                                                               |      |

## 幕后製作
2021年11月24日，甜寵愛情偶像劇《愛的勘探法》開機。2022年2月12日，由芒果TV、銀河酷娛出品，華晨美創製作的甜寵愛情偶像劇《愛的勘探法》正式殺青。

## 電視劇歌曲
| 曲序 | 曲目                         |        | 作曲                     | 演唱   |
| ---- | ---------------------------- | ------ | ------------------------ | ------ |
| 1.   | 〈戀愛標準〉（主題曲）       | 林喬   | 高瑩                     | 江映蓉 |
| 2.   | 〈對你依戀〉（插曲）         | 高瑩   | 高瑩                     | 劉人語 |
| 3.   | 〈摩爾斯曼克的溫柔〉（插曲） | 張志同 | Monster no.9 Kim Bo Seon | 路默依 |
| 4.   | 〈love wave〉（片尾曲）      | 張粒沙 | 趙廣為                   | 許一鳴 |

## 外部連結
- 爱的勘探法的新浪微博
- 豆瓣电影上《爱的勘探法》的資料 （简体中文）
- YouTube上的《愛的勘探法》全集